# Pontoporèids
|  | No s'ha de confondre amb Pontopòrid. |

Els pontoporèids o pontoporeids (Pontoporeiidae) són una família de crustacis d'amfípodes que conté els següents gèneres:
- Diporeia Bousfield, 1989
- Monoporeia Bousfield, 1989
- Pontoporeia Krøyer, 1842
- Zaramilla Stebbing, 1888